# Ferreira (Granada)
Ferreira es una localidad y municipio español situado en la parte suroriental de la comarca de Guadix, en la provincia de Granada, comunidad autónoma de Andalucía. Limita con los municipios granadinos de Nevada, Aldeire, La Calahorra, Valle del Zalabí —por un exclave de su término municipal—, Huéneja y Dólar, y con el municipio almeriense de Bayárcal. Cuenta con una población de 303 habitantes (INE 2024).
El municipio ferreireño es una de las diez entidades que componen la mancomunidad del Marquesado del Zenete, y comprende únicamente el núcleo de población de Ferreira —capital municipal—, así como los diseminados de Romero y Venta Ferreira.
Gran parte de su término lo ocupa el parque nacional y natural de Sierra Nevada.

## Toponimia
El topónimo del pueblo, "Ferreira", alude claramente al hierro mineral que abunda en la zona. Es un nombre de origen gallego, desde donde vinieron a repoblarla después de la reconquista del Reino de Granada.

## Símbolos
Ferreira cuenta con un escudo y bandera adoptados de manera oficial el 15 de octubre de 2004 y el 14 de marzo de 2008 respectivamente.

### Escudo
Su descripción heráldica es la siguiente:

Escudo de forma hispano-francesa, medio partido y cortado. Primero, de sinople (verde), una banda de gules (rojo) perfilada de oro (amarillo). Segundo, de oro, un castaño de sinople fustado en su color. Tercero, de plata (blanco), una torre de su color aclarada de sable (negro). Timbrado con la corona real española cerrada.

### Bandera
La enseña del municipio tiene la siguiente descripción:

Paño de proporciones 2/3 (ancho por largo). Dividido verticalmente en tres franjas; la del medio verde que es doble de las exteriores, blanco al asta y rojo al batiente; en el centro de la bandera, el escudo heráldico municipal.

## Historia
Ya en época prehistórica el hombre habitaba estas tierras, como se puede comprobar con los restos encontrados en 1987 de la fortaleza minera de El Cardal, conocida también como Fortaleza Ramella. Este poblado fundamentaba su existencia alrededor de la extracción y tratamiento del hierro, como demuestra la escoria encontrada en este. Las cerámicas y restos hallados datan del siglo III a. C. —argárico— y s. II-I a. C. —íbero tardío—.

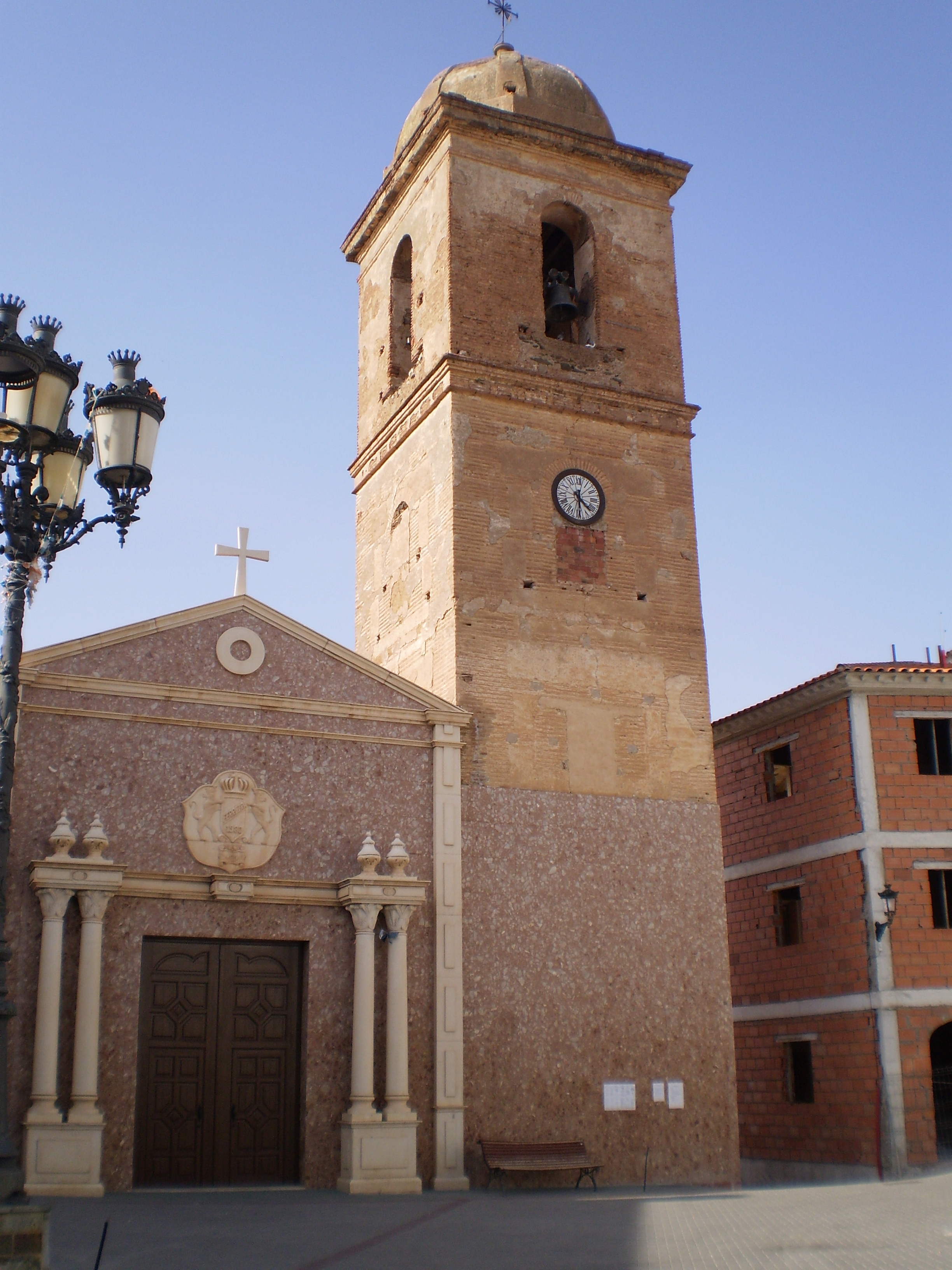
Iglesia de la Anunciación

En el siglo XV, sobre 1490, por las capitulaciones de El Zagal se constituyó el Marquesado del Zenete siendo Ferreira una de las villas que lo integran, pasando a formar parte de la Corona de Castilla y por la política llevada a cabo por los Reyes Católicos convierte al marquesado en señorío, siendo el primer marqués Don Rodrigo Díaz de Vivar y Mendoza.
En 1494 Ferreira recibió a un peculiar visitante procedente de Alemania llamado Hieronymus Münzer (o acastellanizado Jerónimo Múnzer); era un médico bastante conocido natural de la ciudad de Núremberg, que escribió sobre las tradiciones y costumbres ferrileñas. Gracias a él se han podido saber muchas cosas en relación con el pueblo, y en su memoria se creó una ruta turística por caminos antiguos que va desde Huércal-Overa a Granada: la Ruta de Münzer.
Por esa época se produjeron unas sublevaciones de los habitantes que hasta entonces habitaban estas tierras —los moriscos— que acabaron con su expulsión. Estas tierras fueron repobladas con gentes del norte peninsular, principalmente por gallegos, de donde viene su actual nombre.

## Geografía

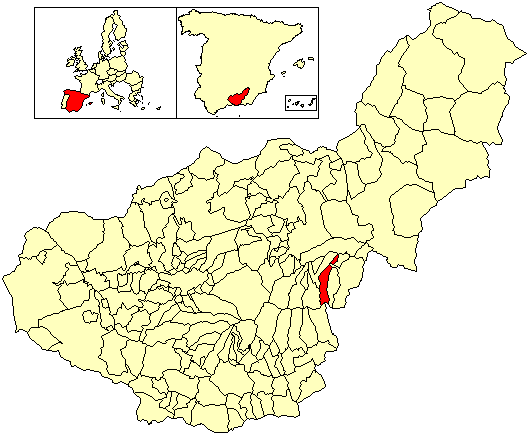
Extensión del municipio en la provincia de Granada

### Situación
Integrado en la comarca de Guadix, se encuentra situado a 77 kilómetros de la capital provincial, a 87 de Almería, a 133 de Jaén y a 250 de Murcia. El término municipal está atravesado por la autovía A-92, que conecta las ciudades de Granada y Almería.
| Noroeste: La Calahorra        | Norte: La Calahorra, Huéneja y Valle del Zalabí | Nordeste: Dólar                |
| Oeste: La Calahorra y Aldeire |                                                 | Este: Dólar                    |
| Suroeste: Aldeire y Nevada    | Sur: Nevada y Bayárcal (AL)                     | Sureste: Bayárcal (AL) y Dólar |

### Clima
Ferreira está situada a 1273 metros sobre el nivel del mar, considerándose zona de alta montaña; por tanto el clima es frío, llegando a estar en invierno por debajo de 0°C, y en muchas ocasiones, a cinco y seis grados negativos. También el clima es semiárido y seco; por tanto el viento seca mucho el terreno, y al llover poco, existe un contraste entre estos factores que dan lugar una producción muy escasa de frutas y frutos secos, como la almendra, por los hielos y la sequía.
Los hielos que perjudican la floración de los árboles y la sequía, que da lugar a no poder regar en el verano que es cuando verdaderamente necesita esta explotación el riego. El clima es más favorable para el cereal, por perjudicarle menos el hielo, y regarse en el invierno-primavera, que es cuando más abundante está el agua.

## Demografía
Ferreira cuenta con una población de 303 habitantes (INE 2024), que se distribuyen de la siguiente manera:
| Unidad poblacional | Hab. |
| ------------------ | ---- |
| Ferreira           | 299  |
| diseminado         | 4    |
| TOTAL              | 303  |

### Evolución de la población
| Gráfica de evolución demográfica de Ferreira entre 1842 y 2021                                                      |
| |
| Población de derecho según los censos de población del INE Población de hecho según los censos de población del INE |

## Economía

### Evolución de la deuda viva municipal
| Gráfica de evolución de la deuda viva del Ayuntamiento de Ferreira entre 2008 y 2019                         |
| |
| Deuda viva del Ayto. de Ferreira en miles de euros según datos del Ministerio de Hacienda y Función Pública. |

## Administración y política
Los resultados en Ferreira de las últimas elecciones municipales, celebradas en mayo de 2023, son:
| Elecciones Municipales - Ferreira (2023) | Elecciones Municipales - Ferreira (2023) | Elecciones Municipales - Ferreira (2023) | Elecciones Municipales - Ferreira (2023) | Elecciones Municipales - Ferreira (2023) |
| Partido político                         | Partido político                         | Votos                                    | Votos                                    | Concejales                               |
| ---------------------------------------- | ---------------------------------------- | ---------------------------------------- | ---------------------------------------- | ---------------------------------------- |
|                                          | Partido Socialista Obrero Español (PSOE) | 132                                      | 54,09 %                                  | 4                                        |
|                                          | Partido Popular (PP)                     | 112                                      | 45,90 %                                  | 3                                        |

### Alcaldes
| Periodo   | Nombre                   | Partido |
| --------- | ------------------------ | ------- |
| 1979-1987 | Juan José Pérez Salmerón | IND     |
| 1987-act. | Antonio Fornieles Romero | PSOE    |

## Comunicaciones

### Carreteras
Las principales vías de comunicación que transcurren por el municipio son:
| Identificador | Denominación             | Itinerario              |
| ------------- | ------------------------ | ----------------------- |
| A-92          | Autovía A-92             | Sevilla - Almería       |
| A-337         | De Cherín a La Calahorra | Cherín - La Calahorra   |
| GR-5200       | De A-337 a Ferreira      | La Calahorra - Ferreira |
| GR-6103       | De A-92 a Charches       | A-92 - Charches         |

Algunas distancias entre Ferreira y otras ciudades:
| Ciudades | Distancia (km) |
| -------- | -------------- |
| Guadix   | 21             |
| Granada  | 77             |
| Almería  | 87             |
| Jaén     | 133            |
| Murcia   | 250            |

### Ferrocarril
Por el municipio también pasa la línea Linares Baeza-Almería que une la ciudad de Almería con Guadix hacia Granada o hacia Madrid. La estación de La Calahorra-Ferreira no dispone de servicio de viajeros actualmente, aunque puede ser utilizada como apartadero para efectuar cruces entre trenes de viajeros y de mercancías.

## Servicios públicos

### Sanidad
El municipio cuenta con un consultorio médico de atención primaria situado en la plaza de la Constitución s/n, dependiente del Área de Gestión Sanitaria del Nordeste de Granada. El servicio de urgencias está en el centro de salud de Alquife y el área hospitalaria de referencia es el Hospital de Alta Resolución de Guadix.

### Educación
El único centro educativo que hay en el municipio es:
| Denominación genérica           | Nombre del centro                        | Naturaleza | Dirección           |
| ------------------------------- | ---------------------------------------- | ---------- | ------------------- |
| Sección de educación permanente | SEP Ferreira-Dólar-Huéneja-La Hortezuela | Público    | C/ Barrichillo, s/n |

## Cultura

### Patrimonio
Entre los monumentos y lugares a visitar destaca la iglesia de la Anunciación, del siglo XVI y estilo mudéjar, aunque parcialmente reconstruida tras la guerra civil. Destaca su torre y artesonados.
El castillo o alcazaba, que pertenecía a una alquería, hoy es el centro de Interpretación de la Arquitectura Árabe.
También cabe mencionar la ermita de las Ánimas, la ermita de la Virgen de la cabeza y los baños árabes de Ferreira.